# Contea di Becker
La contea di Becker in inglese Becker County è una contea dello Stato del Minnesota, negli Stati Uniti. La popolazione al censimento del 2000 era di 30 000 abitanti. Il capoluogo di contea è Detroit Lakes